# Estação Pierre et Marie Curie
Pierre et Marie Curie é uma estação da linha 7 do Metrô de Paris, localizada na comuna de Ivry-sur-Seine.

## História
A estação foi aberta em 1 de maio de 1946 sob o nome de Pierre Curie.
Seu nome vem de sua proximidade com a rue Pierre-et-Marie-Curie, em Ivry-sur-Seine, que faz homenagem a Pierre e Marie Curie. Desde a sua reabertura ao público em 31 de janeiro de 2007, o nome da estação foi alterado para Pierre et Marie Curie, mudança oficializada em 8 de março de 2007 por ocasião do Dia Internacional da Mulher. É uma das seis estações a portar o nome de uma mulher, com Marguerite de Rochechouart, Louise Michel, Marguerite de Boucicaut, Amélie Lagache e Maria de Magdala, ou Maria Madalena.
Em 2011, 1 416 989 passageiros entraram nesta estação. Em 2012, foram 1 444 456 passageiros. Ela viu entrar 1 404 039 passageiros em 2013, o que a coloca na 283ª posição das estações de metrô por sua frequência em 302.

## Serviços aos Passageiros

### Acessos
A estação tem dois acessos dos quais um se encontra na avenue Maurice Thorez e o outro na rue Pierre-et-Marie-Curie.

### Plataformas
Pierre e Marie Curie é uma estação de configuração padrão com duas plataformas laterais separadas pelas vias do metrô sob uma abóbada elíptica. Ele possui faixas de iluminação brancas arredondadas no estilo "Gaudin" da renovação do metrô da década de 2000, e as telhas em cerâmica brancas biseladas recobrem os pés-direitos, a abóbada, os tímpanos e as saídas dos corredores. As plataformas são equipadas com assentos de estilo "Motte" azuis e o nome da estação é inscrito em faiança no estilo da CMP de origem. Ela é portanto decorada em um estilo idêntico ao aplicado pela maioria das estações do metrô de Paris. Apenas os quadros publicitários são particulares: em faiança de cor marrom e com padrões simples, eles são superados pela letra "M". Estes mesmos quadros são presentes apenas em 7 outras estações do metrô parisiense.

### Intermodalidade
A estação é servida pela linha 125 da rede de ônibus RATP.